# Valeseguyidae
Valeseguyidae zijn een familie uit de orde van de tweevleugeligen (Diptera), onderorde muggen (Nematocera). Wereldwijd omvat deze familie 3 genera en 3 soorten.